# Markvartovice
Markvartovice (německy Markersdorf, v letech 1869–1900 Marquartowitz, polsky Markwartowice) jsou obec v okrese Opava v Moravskoslezském kraji. Žije zde přibližně 2 200 obyvatel a katastrální území obce má rozlohu 679 ha.
Obec spadá do oblasti Hlučínsko. Jedná se o krajinu mezi řekou Opavou a dnešní státní hranicí s Polskem na úseku mezi Opavou a Ostravou. Ve vzdálenosti čtyři kilometry jihozápadně leží město Hlučín, osm kilometrů jihovýchodně město Bohumín, jedenáct kilometrů jižně statutární město Ostrava a jedenáct kikometrů jihovýchodně město Rychvald.

## Historie
První písemná zmínka o obci pochází z roku 1377. V té se dočítáme, že Markvartovice držel Rosat, lesník opavských knížat Hanuše a Mikuláše.
30. září 1938 došlo k dvouhodinové přestřelce mezi ozbrojenými složkami ČSR a sudetoněmeckým Freikorpsem. Příslušníci Freikorps zahájili palbu na policejní hlídku. Vojáci ubytovaní v místním hostinci střelbu opětovali. Další část Freikorpsu zaútočila na pěchotní srub MO - S 16 "Rozcestí". Po dvouhodinové střelbě se útočníci stáhli.

## Obyvatelstvo
| Rok            | 1869 | 1880 | 1890 | 1900 | 1910  | 1921  | 1930  | 1950  | 1961  | 1970  | 1980  | 1991  | 2001  | 2011  | 2021  |
| -------------- | ---- | ---- | ---- | ---- | ----- | ----- | ----- | ----- | ----- | ----- | ----- | ----- | ----- | ----- | ----- |
| Počet obyvatel | 650  | 806  | 901  | 955  | 1 059 | 1 204 | 1 335 | 1 288 | 1 539 | 1 562 | 1 692 | 1 691 | 1 770 | 1 826 | 2 121 |
| Počet domů     | 118  | 146  | 155  | 158  | 170   | 189   | 214   | 243   | 318   | 360   | 408   | 470   | 486   | 522   | 622   |

## Obecní správa

### Obecní symboly
Znak a vlajka byly obci uděleny rozhodnutím předsedy Poslanecké sněmovny Parlamentu České republiky dne 23. listopadu 1995.

## Seznam ulic
Cihelní, Dlouhá, Chovatelská, Jabloňová, K Lesu, K Rybníku, Ke Kapli, Krátká, Lipová, Luční, Na Hříbovci, Na Kopci, Na Návsi, Na Výsluní, Na Zkratce, Nad Hřištěm, Okružní, Ovocná, Písečná, Polní, Prázdná, Přátelská, Přímá, Spojná, Sportovní, Stodolní, Šilheřovická, Školní, U Cihelny, U Dubu, U Obchodu, U Potoka, Úzká, Werichova, Zahradní

## Organizace a sdružení
- SK Markvartovice – fotbalový klub
- Křesťanská organizace – Jednota Orel Markvartovice
- Senior klub Markvartovice
- Dráček – klub maminek
- HC Lipina Markvartovice
- Základní kynologická organizace Markvartovice
- Český svaz chovatelů Markvartovice
- Sbor dobrovolných hasičů
- Jednotka sboru dobrovolných hasičů
- Základní organizace Českého zahrádkářského svazu
- Sdružení rybářů Markvartovice
- Werichovci

## Pamětihodnosti
- Kaple Nejsvětější Trojice

## Významní rodáci
- Zbyněk Nádeník (1925–2018), matematik
- Jaromír Bohačík (* 1992), basketbalista
- Petr Bohačík (* 1985), basketbalista